# Anthochaera paradoxa
El mielero ventriamarillo (Anthochaera paradoxa) es una especie de ave paseriforme de la familia Meliphagidae endémica de Tasmania.

## Subespecies
- Anthochaera paradoxa kingi
- Anthochaera paradoxa paradoxa

## Localización
Es una especie de ave ocupa la isla de Tasmania, al sureste de Australia, salvo sus montes occidentales, y la vecina isla King. Es el ave estatal de Tasmania.